# Etihad Club
Ne doit pas être confondu avec Al-Ittihad Djeddah.
L'Etihad Club, appelé aussi Al-Ittihad, est un club féminin de football jordanien basé à Amman.

## Histoire
L'Etihad recrute l'internationale ghanéenne Veronica Appiah en 2022. En 2023, après avoir remporté le championnat de Jordanie, l'Etihad participe au championnat rassemblant les meilleures équipes jordaniennes et saoudiennes, et reporte le titre en battant l'Amman Club 2-1 en finale. Le club remporte de nouveau le titre l'année suivante ainsi que la coupe nationale.
L'Etihad participe à la première édition de la Ligue des champions de l'AFC en 2024-2025, mais est éliminé dès le tour préliminaire par l'Odisha FC.

## Palmarès
Championnat de Jordanie (2) :
- Champion en 2023 et 2024

Championnat de la WAFF (1) :
- Vainqueur en 2023